# Croisé
Croisé, franska "korsad", sömnadsteknik som innebär att man syr ihop band som ligger flätade i kors. 
Även alternativt namn för kryssöm, det vill säga finish (avslutning) på exempelvis trikåkanter. Variant av söm med samma egenskap är s.k bindsöm som syr ihop två olika tyger med varandra och samtidigt kastar över kanten i trikåmaterial.